# Мазево-Дворське-б
Мазево-Дворське-б (пол. Mazewo Dworskie „B”) — село в Польщі, у гміні Насельськ Новодворського повіту Мазовецького воєводства.
Населення — 79 осіб (2011).
У 1975-1998 роках село належало до Цехановського воєводства.

## Демографія
Демографічна структура станом на 31 березня 2011 року:
|          | Загалом | Допрацездатний вік | Працездатний вік | Постпрацездатний вік |
| -------- | ------- | ------------------ | ---------------- | -------------------- |
| Чоловіки | 37      | 5                  | 26               | 6                    |
| Жінки    | 42      | 8                  | 23               | 11                   |
| Разом    | 79      | 13                 | 49               | 17                   |